# 欧尔瑟勒
欧尔瑟勒（法語：Aurseulles，法語發音：[ɔʁsœl]）是法国卡尔瓦多斯省的一个市镇，属于维尔区。该市镇于2017年由原市镇昂克托维尔、隆格赖、圣日耳曼代克托和托尔特瓦勒-凯奈合并而成。

## 地名
“欧尔瑟勒”（Aurseulles）一名取自流经该地的歐爾河（Aure）与瑟勒河（Seulles）。

## 地理
欧尔瑟勒（49°6'19"N, 0°42'24"W）面积46 平方千米，位于法国诺曼底大区卡爾瓦多斯省，该省份为法国西北部沿海省份，北濒大西洋英吉利海峡，东北与滨海塞纳省以海上边界相接，东临厄尔省，南至奧恩省，西与芒什省接壤。
与欧尔瑟勒接壤的市镇（或旧市镇、城区）包括：特兰日、圣保罗迪韦尔奈、瑞艾蒙代、兰热夫尔、奥托莱巴格、瑟勒河畔圣瓦斯特、维伊博卡日、瑟勒河畔阿马耶、瑟勒河畔圣卢埃、欧尔河畔科蒙、卡阿涅、卡阿尼奥勒。
欧尔瑟勒的时区为UTC+01:00、UTC+02:00（夏令时）。

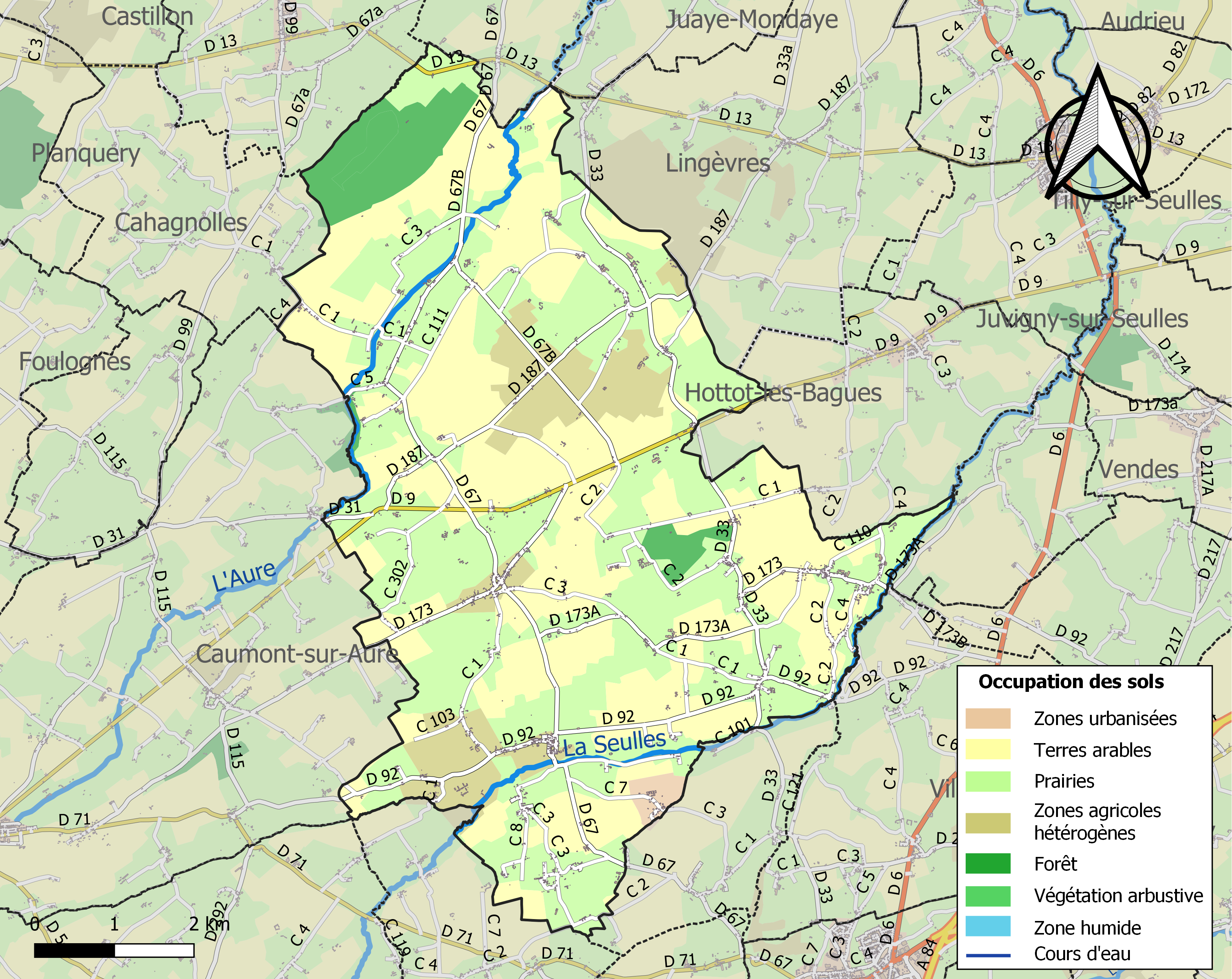
欧尔瑟勒的OSM定位图

## 行政
欧尔瑟勒的邮政编码为，INSEE市镇编码为14011、14581。

## 政治
欧尔瑟勒所属的省级选区为莱蒙多奈县。

## 人口
欧尔瑟勒于2022年1月1日时的人口数量为1908人。